# Radical 126
El radical 126, representado por el carácter Han 而, es uno de los 214 radicales del diccionario de Kangxi. En mandarín estándar es llamado 而部, (ér bù　«radical “y”», «radical “pero”»); en japonés es llamado 而部, じぶ (jibu), y en coreano 이 (i).
El radical «y» puede aparecer diferentes posiciones dentro de los caracteres que clasifica. En algunos casos aparece en el lado izquierdo (como en 耏), en otros aparece en la parte superior (como en 耎), mientras que en otros aparece en la parte inferior (como en 耑).

## Nombres populares
- Mandarín estándar: 而, ér, «y», «pero».
- Coreano: 말이을이, mal i eul i, «palabra i».
- Japonés:　而して（しかして）, shikashite, «entonces», «y».
- En occidente: radical «y», radical «pero».

## Galería
| Estilos antiguos                                 | Estilos antiguos                  | Estilos antiguos                        | Estilos antiguos                   | Estilos antiguos                   | Estilos empleados actualmente       | Estilos empleados actualmente  | Estilos empleados actualmente    | Estilos empleados actualmente   | Estilos empleados actualmente  |
|                                                  |                                   |                                         |                                    |                                    |                                     | 而                             | 而                               |                                 |                                |
| 甲骨文 jiǎgǔwén (escritura de huesos oraculares) | 金文 jīnwén (escritura de bronce) | 简帛 jiǎnbó (escritura de bambú y seda) | 篆文 zhuànwén (escritura de sello) | 篆文 zhuànwén (escritura de sello) | 隸書 lìshū (estilo de los escribas) | 楷書 kǎishū (estilo regular)   | 楷書 kǎishū (estilo regular)     | 行書 xǐngshū (estilo corriente) | 草書 cǎoshū (estilo de hierba) |
| 甲骨文 jiǎgǔwén (escritura de huesos oraculares) | 金文 jīnwén (escritura de bronce) | 简帛 jiǎnbó (escritura de bambú y seda) | 大篆 dàzhuàn (sello grande)        | 小篆 xiǎozhuàn (sello pequeño)     | 隸書 lìshū (estilo de los escribas) | 繁體／繁体 fántǐ (tradicional) | 简体／簡體 jiǎntǐ (simplificado) | 行書 xǐngshū (estilo corriente) | 草書 cǎoshū (estilo de hierba) |

## Caracteres con el radical 126
| trazos | carácter       |
| ------ | -------------- |
| + 0    | 而             |
| + 3    | 耍 耎 耏 耐 耑 |